# Dryadodaphne novoguineensis
Dryadodaphne novoguineensis là một loài thực vật có hoa trong họ Atherospermataceae. Loài này được (Perkins) A.C.Sm. miêu tả khoa học đầu tiên năm 1942.